# Палау (Сардиния)
Палау (итал. Palau) — коммуна в Италии, располагается в регионе Сардиния, в провинции Сассари.
Население составляет 4 187 человек (30-6-2019), плотность населения составляет 94,22 чел./км². Занимает площадь 44,44 км². Почтовый индекс — 7020. Телефонный код — 0789.
В коммуне в первую неделю сентября особо поминается Пресвятая Богородица (Santa Maria Delle Grazie), празднование заканчивается процессией в море. 1 мая в сельской местности особо поминают святого великомученика Георгия. 

## Демография
Динамика населения:

## Администрация коммуны
- Официальный сайт: http://www.palau.it

## Примечание
1. ↑  Statistiche demografiche ISTAT. demo.istat.it. Дата обращения: 28 ноября 2019. Архивировано из оригинала 24 июля 2019 года.